# 1572
| 1572               |
| ------------------ |
| Dødsfald - Fødsler |
| • Begivenheder     |

| Gregoriansk kalender | 1572 MDLXXII            |
| Ab urbe condita      | 2325                    |
| Armensk kalender     | 1021 ԹՎ ՌԻԱ             |
| Kinesiske kalender   | 4268 – 4269 辛未 – 壬申 |
| Etiopisk kalender    | 1564 – 1565             |
| Jødisk kalender      | 5332 – 5333             |
| Hindukalendere       |                         |
| - Vikram Samvat      | 1627 – 1628             |
| - Shaka Samvat       | 1494 – 1495             |
| - Kali Yuga          | 4673 – 4674             |
| Iransk kalender      | 950 – 951               |
| Islamisk kalender    | 980 – 981               |

Konge i Danmark: Frederik 2. 1559-1588
Se også 1572 (tal)

## Begivenheder

### Juli
- 20. juli blev kong Frederik 2. viet til sin 15-årige kusine, Sophie af Mecklenburg

### August
- 24. august - natten til denne dag kaldes Bartholomæusnatten og hentyder til massemyrderierne på de franske huguenotterne, hvoraf ca. 20.000 blev dræbt. Blodbadet var iværksat af enkedronning Katarina af Medici, der fik sin søn Kong Karl 9. til at udstede ordren

### November
- 11. november – På Herrevad kloster observerer den danske astronom Tycho Brahe en ny stjerne, en supernova, kaldet "Stella Nova" (nye stjerne), på himlen i stjernebilledet Cassiopeia. Resterne af Tycho Brahes supernova ses nu som SN 1572. Tycho Brahes egen beretning kan læses i dansk oversættelse: "Om den nye stjerne"[1]

## Født
- 1. februar - Ellen Marsvin, senere svigermor til Christian 4. (død 1649).

## Dødsfald
- Pave Pius 5., efterfølges af Pave Gregor 13.
- Sankt Villehad af Danmark – en franciskansk martyr.